# Peter Krausneker
Peter Krausneker, także Krausnecker (ur. 1766 w Wiedniu, zm. 24 kwietnia 1842 we Lwowie) – doktor farmacji, chirurg okulista i magister położnictwa, profesor oraz w latach 1823–1824 rektor Uniwersytetu Lwowskiego.

## Życiorys
Absolwent Uniwersytetu Wiedeńskiego. Początkowo pracował jako pomocnik chirurgiczny profesora chirurgii i położnictwa. W 1787 został magistrem chirurgii i sztuki położniczej, w 1797 otrzymał tytuł doktora. Zatrudniony został na Uniwersytecie Lwowskim wkrótce po reaktywacji placówki przez cesarza Józefa II w 1784. Stosunkowo szybko, bo już w 1788, władze zdecydowały się na zamknięcie wyższych studiów medycznych z powodu konfliktów na wydziale i słabej frekwencji studentów. Placówce pozostawiono nauczanie niższych stopni chirurgii i położnictwa. Krausne
kerowi, pełniącemu funkcję prosektora (zastępcy profesora), powierzono wykłady z anatomii i opiekę nad muzeum anatomicznym. W 1791 przywrócono działalność Wydziału Lekarskiego. W 1805 cesarz Franciszek I rozwiązał uczelnię, łącząc ją z Uniwersytetem Jagiellońskim. Do 1817 działało we Lwowie Studium Medyko-Chirurgiczne, w którym kształcono lekarzy niższego stopnia. Po reaktywacji Uniwersytetu w 1817 zmieniono nazwę studium na Instytut Medyko-Chirurgiczny, ze względów oszczędnościowych nie utworzono Wydziału Lekarskiego na uczelni. Placówka nie miała prawa do nadawania tytułów magistra lub doktora. W tym trudnym czasie Krausneker z zaangażowanie budował muzeum anatomiczne założone w 1803 i sporządzał preparaty, przyczyniając się do poszerzenia bazy dydaktycznej studium, a tym samym podniesienia poziomu kształcenia. W 1802 dużą zasługą Krausnekera dla społeczności miasta Lwowa było założenie wraz z lwowskimi profesorami: chirurgiem Franciszkiem Masochem, fizjologiem Tomaszem Sedeyem bezpłatnego zakładu szczepienia przeciwko ospie. W 1822 za wkład w rozwój uczelni (w tym przekazanie uniwersytetowi prywatnej kolekcji preparatów anatomicznych) oraz działalność dla miasta jego portret zawieszono w sali rozpraw akademickich uniwersyteckiego senatu, rok później został wybrany rektorem. W styczniu 1842 Krausneker ufundował stypendium dla studentów medycyny, którzy zamierzali uczyć się na uniwersytecie w Wiedniu. Na mocy testamentu 456 ksiąg lekarskich w 939 tomach Peter Krausneker przekazał Bibliotece Ossolineum we Lwowie. W 1946 księgozbiór Krausnekera rozdzielono między Lwowską Narodową Naukową Bibliotekę Ukrainy im. Wasyla Stefanyka i Bibliotekę Ossolineum, przeniesioną w tym czasie ze Lwowa do Wrocławia. Został pochowany na Cmentarzu Łyczakowskim we Lwowie w kwaterze 7. Nagrobek Krausnekera w stylu klasycystycznym, nadając mu formę prostego sarkofagu, wykonał Paweł Eutele.